# Erik Ellegaard Frederiksen
Erik Ellegaard Frederiksen (29. april 1924 i København – 21. juni 1997) var en dansk grafiker, designer og arkitekt. Var lærer på Den Grafiske Højskole (1951-1979) og arbejdede desuden freelance. Han er blandt andet kendt for i 1970'erne at have redesignet Irmas Irmapige, Amagerbankens Amagermand, tagpapvirksomheden Icopals logo og Københavns byvåben.
Uddannet på Kunstakademiets Arkitektskole.
Begravet på Ordrup Kirkegård.